# Hetman

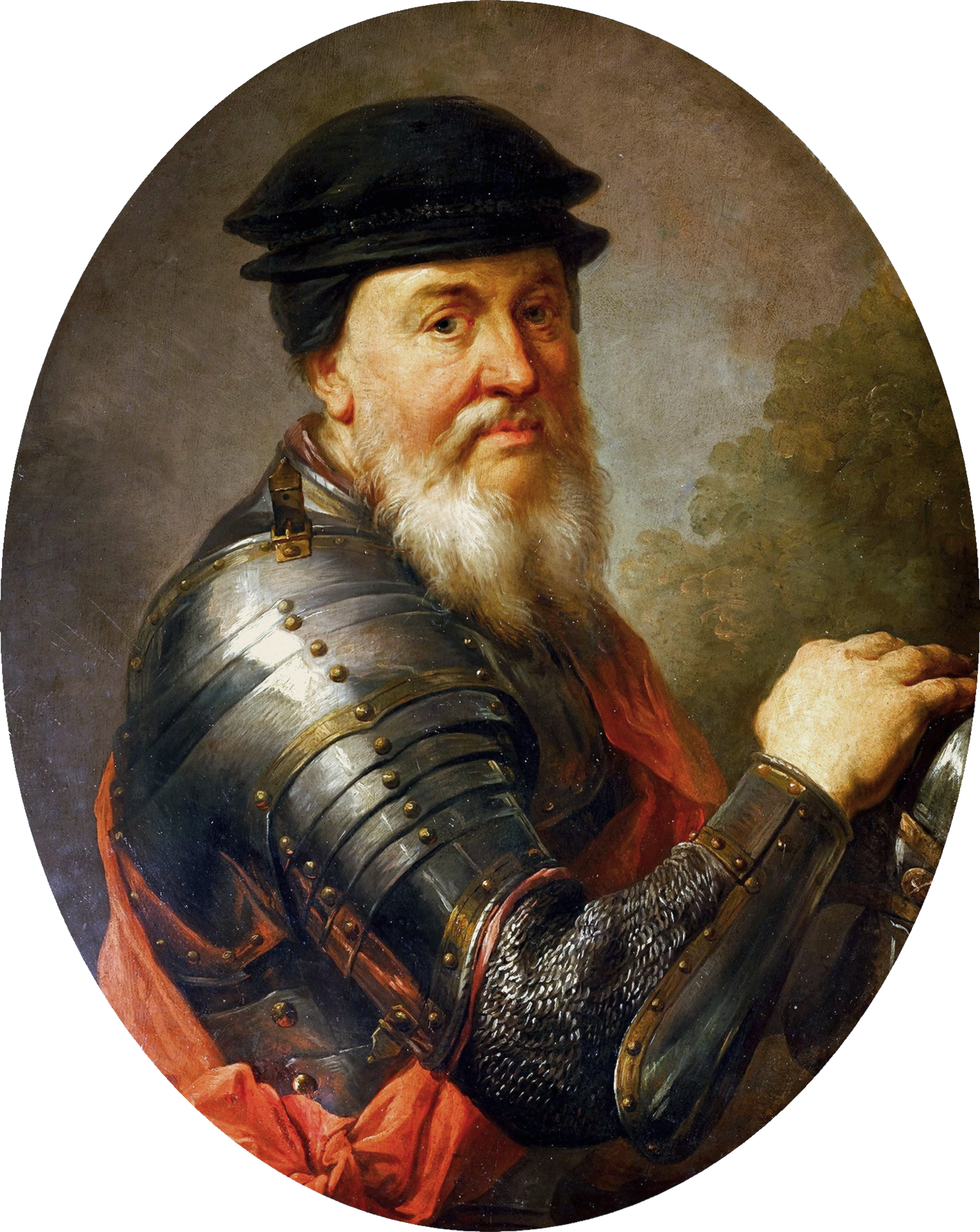
Gran hetman de la Corona Jan Amor Tarnowski per Marcello Bacciarelli, 1781

Hetman (ucraïnès: гетьман, het'man) és un títol polític d'Europa Central i de l'Est, assignat històricament als comandants militars.
Utilitzat pels txecs a Bohèmia des del segle XV. Va ser el títol del segon comandant militar més alt de la Corona del Regne de Polònia i del Gran Ducat de Lituània durant els segles XVI a XVIII. El títol també va ser utilitzat pels cosacs ucraïnesos des de finals del segle XVI. Hetman era el càrrec més alt que podia tenir un oficial militar a les àrees pertanyents als hetmanats d'Ucraïna, al Hetmanat cosac (1649–1764) i a l'Estat Ucraïnès, anomenat també Segon Hetmanat (1918).
Al llarg de gran part de la història de Romania i Moldàvia, els hetmans ocupaven el segon rang més alt de l'exèrcit. A l'actual Txèquia el títol s'utilitza per als governadors regionals.

## Etimologia
El terme hetman era un préstec polonès, probablement de l'alemany Hauptmann, capità o un préstec del títol turc comparable ataman (literalment "pare dels cavallers").